# „Kilencház”
A „Kilencház”, Kilenc ház-telep vagy „Malomházak” egy kis méretű régi lakótelep Budapest XIII. kerületében.

## Története
A 19. század második felében Magyarországon nagy mértékű ipari fejlődés játszódott le. Ennek része volt a malomipar fejlődése is. Elterjed gyakorlat volt, hogy nagyobb üzemek dolgozóik helyben tartására lakótelepeket építettek (pl. Óbudai Gázgyári Lakótelep, MÁVAG-kolónia, Ferencvárosi MÁV-telep). A budapesti malomipar esetében ez nem vált gyakorlattá, egy kivétel azonban mégis akadt. Ez az Első Budapesti Gőzmalom Rt. kezdeményezésből épült úgynevezett „Kilencház” vagy „Malomházak”, amelyeket az építtető német neve alapján (Erste Ofen-Pester AG.) EOPAG-házaknak is neveztek. A Fóti úton (ma Kassák Lajos utca) 1885-ben épült fel – Ulrich Keresztély tervei és Brandt Ferenc ács-építőmester kivitelezése mellett – a 9 egyemeletes házból álló kis telep (a Kassák Lajos utca, Huba utca, Botond utca és Tüzér utca négyszögében). A szoba-konyhás vagy konyha nélküli egyszobás lakások kedvező bérleti díjak mellett biztosították a malomipari munkások lakhatási lehetőségét. A telephez külön fürdő- és mosókonyhának szánt épületek, valamint több, tűzifa tárolására szánt kisebb létesítmény is készült.
A Kilencház ma is létezik, az épületek lakottak, és műemléki védelem alatt állnak, 2010-ben emléktábla is elhelyezésre került.

## Képtár

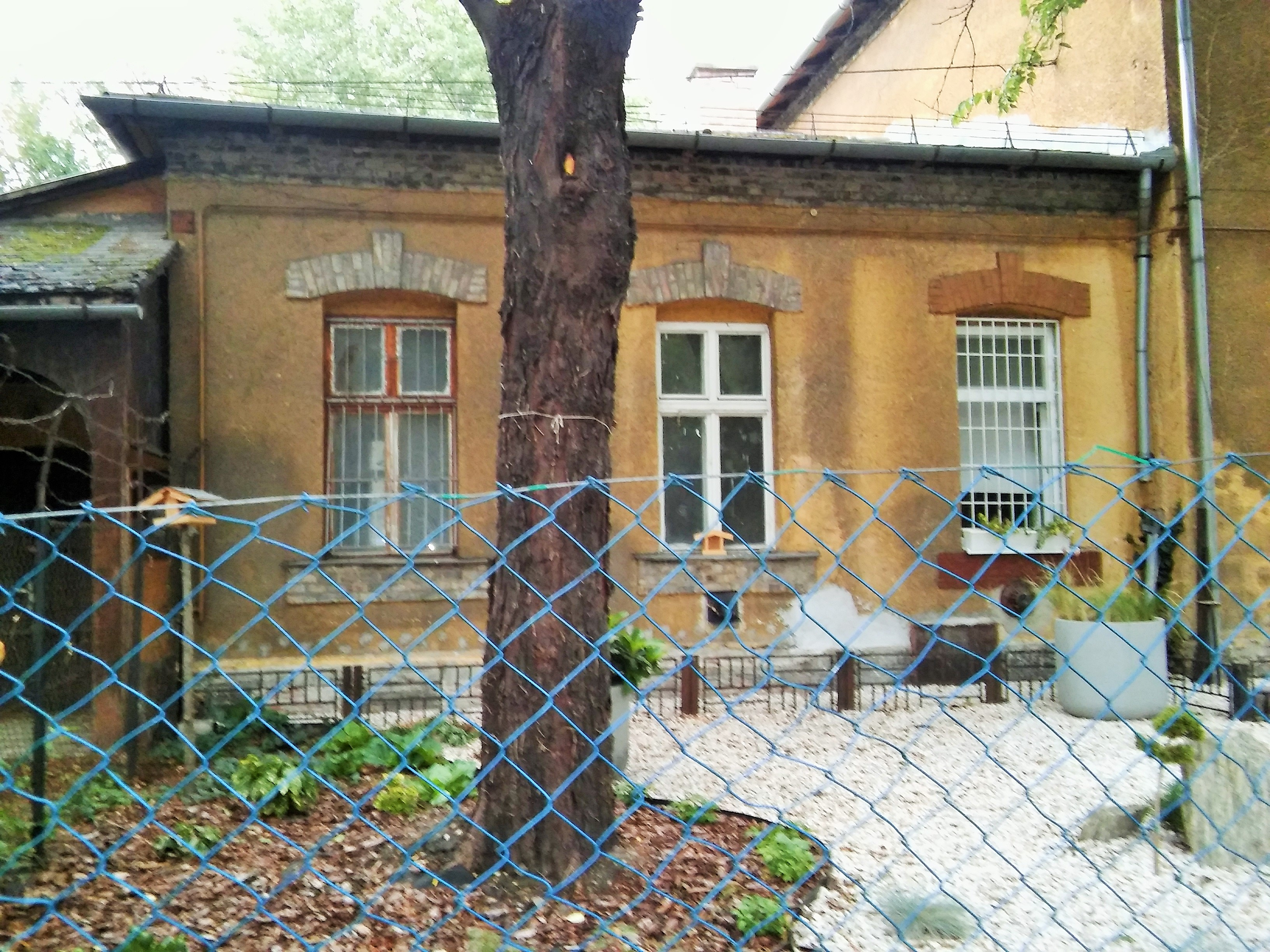
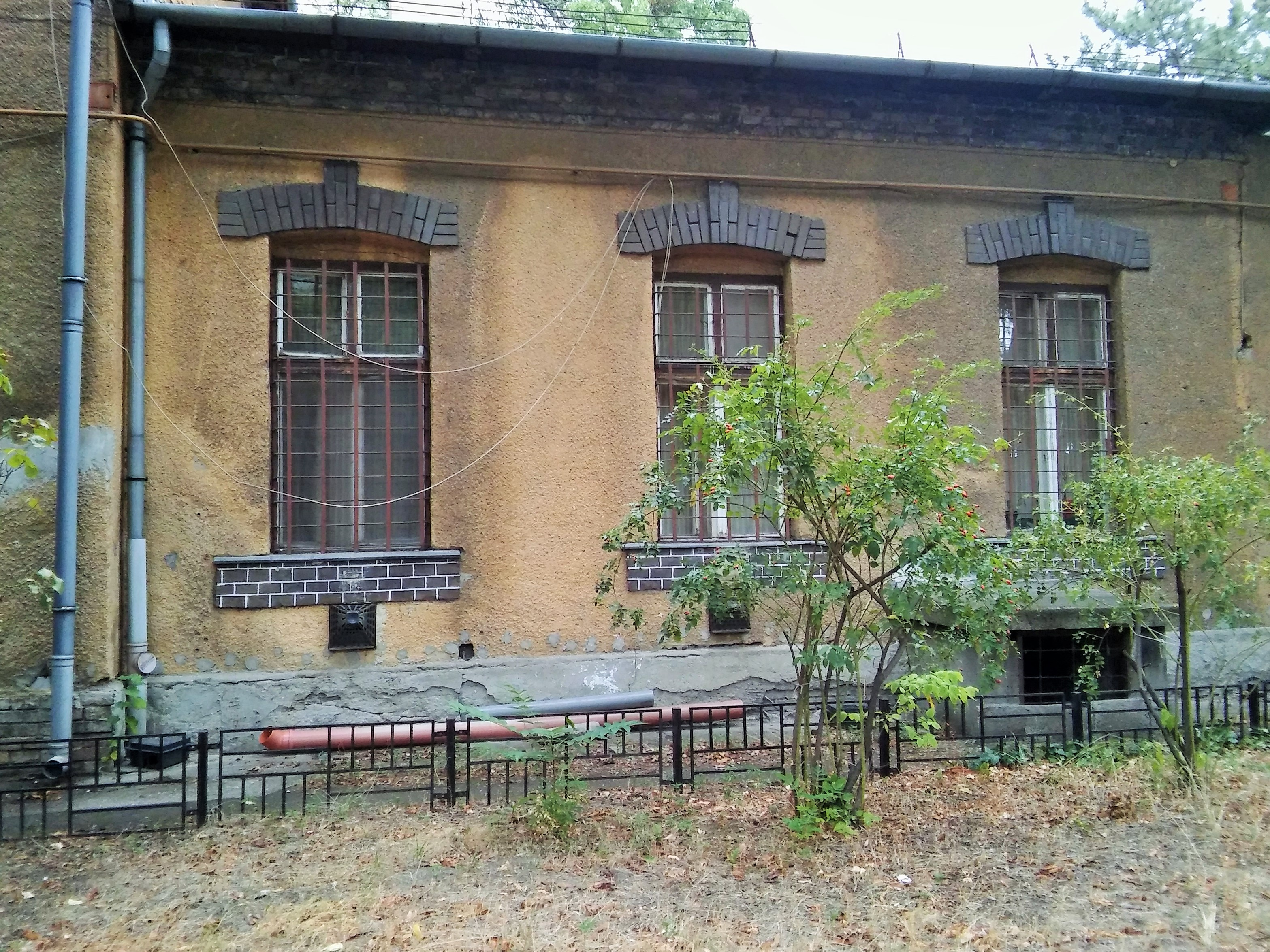
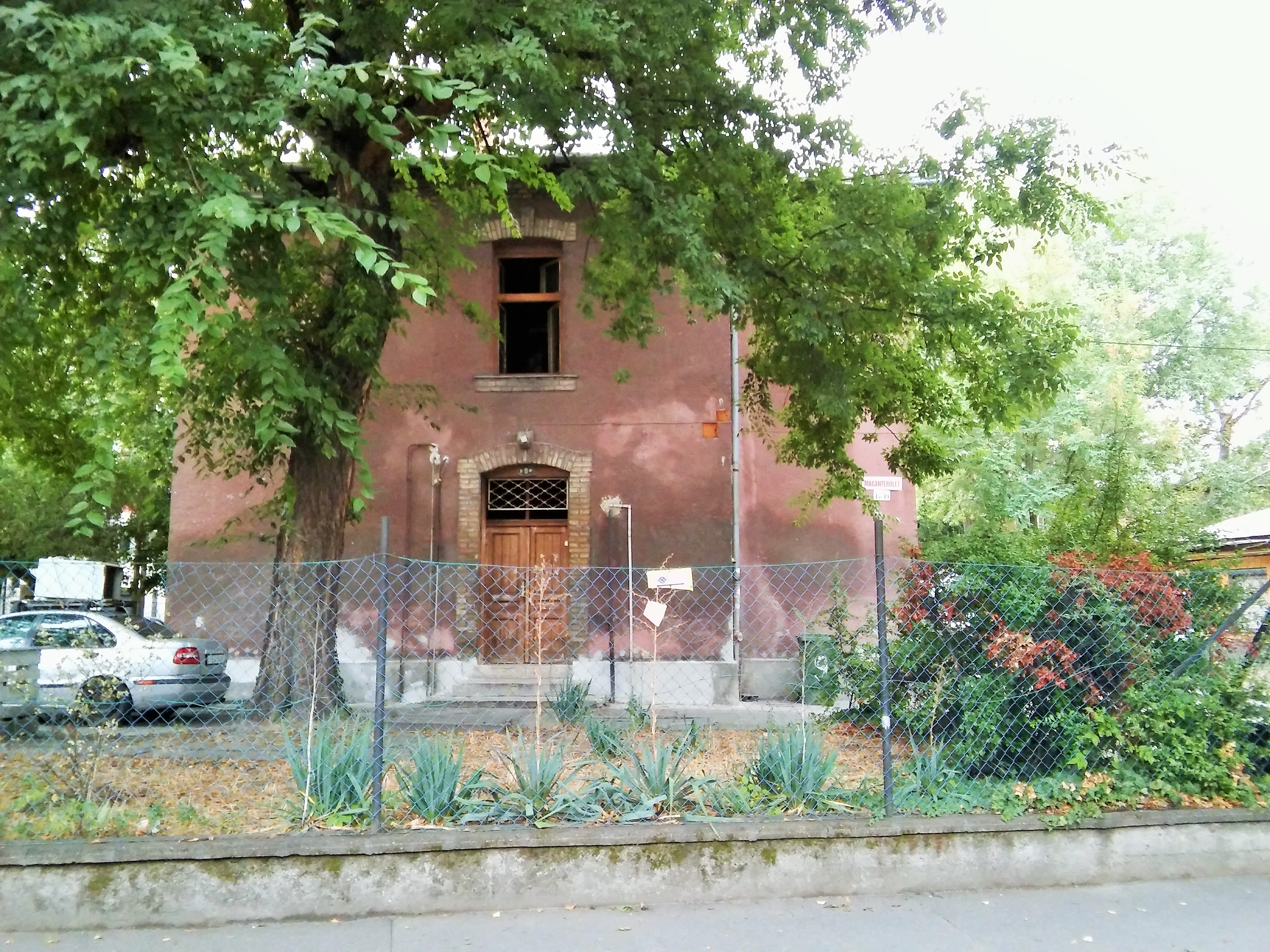
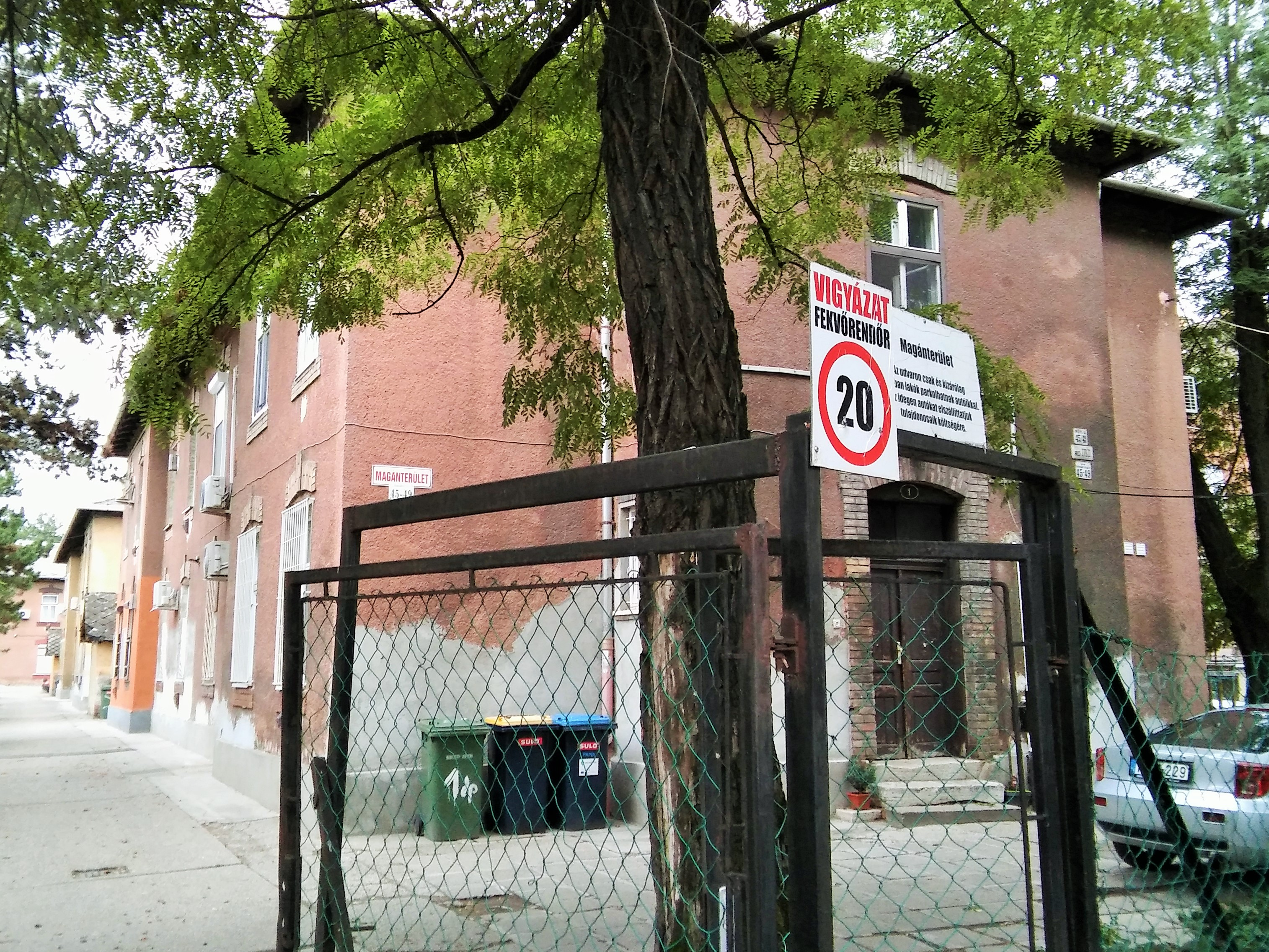
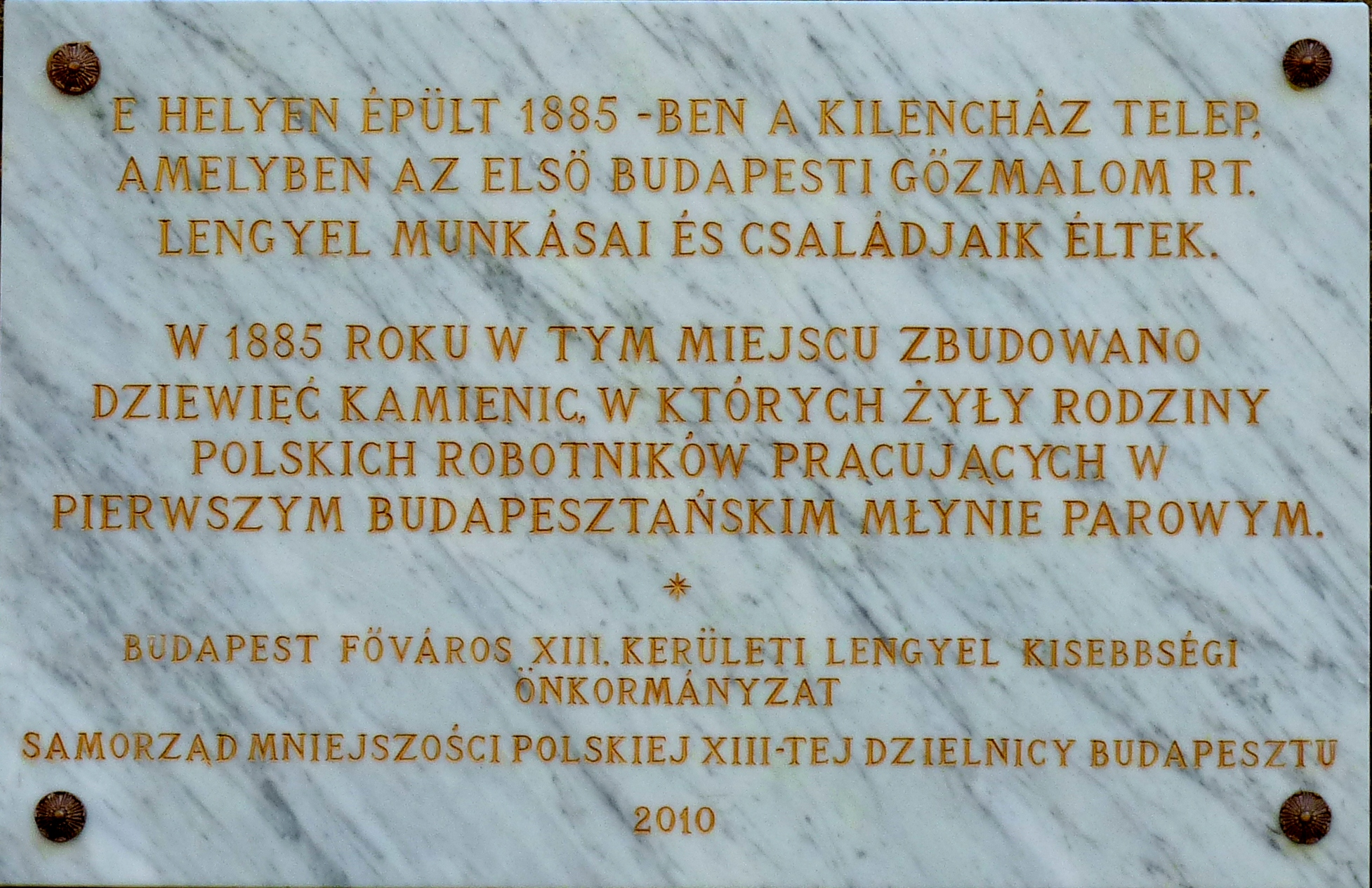
Emléktábla